# آدنوزین ۳ و ۵ بی‌فسفات
آدنوزین '۳و'۵ بی‌فسفات (به انگلیسی: Adenosine 3',5'-bisphosphate) با فرمول شیمیایی C۱۰H۱۵N۵O۱۰P۲ یک ترکیب شیمیایی با شناسه پاب‌کم ۱۵۹۲۹۶ است. که جرم مولی آن 427.20 g/mol می‌باشد. 